# Герб и флаг Ярославля
Герб и флаг Ярославля — официальные геральдические символы города Ярославля.

## История герба
Первое изображения геральдической эмблемы Ярославля относится к XVI веку: на печати Ивана Грозного 1577 года нарисована рыба головою влево — рыболовство всегда играло немалую роль в жизни города.
С середины XVII века (впервые — тарелка царя Алексея Михайловича) символом Ярославля и Ярославской земли становится медведь. Он изображён в «Титулярнике» Алексея Михайловича 1672 года как эмблема Ярославского княжества: «В кругу медведь чёрный, стоит на задних лапах, в правой ноге передней держит протазан, а левую переднюю ногу протянул, под ним написан лес и трава». Гербовый медведь считался символом предусмотрительности и силы. Протазан же — родовой знак Рюриковичей. И. А. Тихомиров и Н. Н. Воронин считали, что изображение медведя имеет тотемическую основу в существовавшем здесь древнем медвежьем культе. В обыденном представлении медведь на гербе Ярославля связывается с медведицей, убитой Ярославом Мудрым, о чём повествуется в «Сказании о построении града Ярославля», известном с XVIII века. Некоторые исследователи полагали, что сама эмблема возникла ещё во времена Ярославского княжества и является одним из старейших геральдических знаков русских городов.
В дальнейшем менялись лишь детали рисунка герба — цвет и поза медведя и предмет, находящийся в его лапе. Термин «городской герб Ярославля» впервые официально употреблён в Указе 19 июля 1692 года о серебряной печати Приказной палаты города (учреждение городской печати — свидетельство возросшего административного статуса Ярославля). Рисунок герба повторял эмблему княжества из «Титулярника» 1672 года.
В 1730 году ярославский герб был официально утверждён: в фигурном щите «стоящий чёрный медведь, на плече держит в лапе чекан красный, поле жёлтое». По нему изготовляли печати и полковые знамёна.
Новое описание герба города, ставшего центром губернии и наместничества, было утверждено 31 августа 1778 года: «В серебряном щите медведь, стоячи, держит в левой лапе золотую секиру на такой же рукоятке», щит прямоугольный с небольшим заострением внизу. Одновременно это был герб наместничества и губернии. По традиции на печатях государственных учреждений Ярославля по-прежнему изображался медведь с протазаном.
Бытует мнение, что 8 декабря 1856 года был утверждён новый городской (одновременно и губернский) герб Ярославля: «В серебряном щите, чёрный, идущий на задних лапах медведь, голова прямо, держит в левой лапе золотую секиру на таком же ратовище, щит увенчан Императорскою короною и окружён золотыми дубовыми ветками, соединёнными Андреевской лентою» — украшения соответствующие центру губернии. На самом деле, герб Ярославской губернии был составлен Бернгардом Кёне по новым правилам, но так и не был утверждён официально, хотя и находился в реальном употреблении, а в 1856 году был утверждён лишь титульный герб князя Ярославского — деталь Большого герба империи, состоявший только из гербового щита и не имевший деталей обрамления.
Герб Ярославля и Ярославской губернии в советское время был выведен из официального употребления, однако он сохранился как исторический символ, например, медведь был изображён на эмблеме Ярославского автозавода, герб был включён в эмблему 950-летия Ярославля.
В начале 1990-х годов началось развитие местного самоуправления, и постоянная комиссия по культуре, историческому наследию и делам религий занялась разработкой новой версии герба. 20 января 1993 года Малый совет Ярославского городского совета народных депутатов принял Решение «О Гербе города Ярославля», подписанное председателем Совета Л. Л. Кругликовым. Согласно официальному описанию: «На геральдическом серебряном щите по центру бурый медведь, идущий влево на задних лапах, держащий в левой передней лапе золотую секиру на такой же рукояти, голова в направлении движения с поворотом 3/4 (анфас). Торжественное оформление — дубовыми ветвями, перевитыми цветной лентой в цветах Российского государственного флага».

## Современный герб и флаг
За основу современного герба, утверждённого 23 августа 1995 года муниципалитетом города, принявшим «Положение о гербе города Ярославля», подписанное главой городского самоуправления В. В. Волончунасом, взят герб 1778 года. 
В серебряном поле геральдического щита восстающий развернутый вправо чёрный медведь, держащий на левом плече левой передней лапой золотую секиру, обращённую лезвием вверх; правая передняя лапа медведя приподнята над левой. Геральдический щит увенчан изображением шапки Мономаха. … Допускается воспроизведение герба города Ярославля в сокращенном виде (без изображения шапки Мономаха), а в отдельных случаях и в виде основного элемента герба <—> медведя с секирой.
Изображение шапки Мономаха разрешалось на гербах исторических городов, бывших местом пребывания царствующих великих князей.
На основе герба Ярославля создан флаг города, принятый решением муниципалитета города 22 мая 1996 года. Он представляет собой герб города на синем полотнище. Размеры герба должны составлять не менее 1/3 общей площади полотнища.

## На других гербах и флагах
При учреждении Ярославской губернии и Ярославского наместничества были даны гербы всем её городам. Кроме гербов древних Ростова, Углича и Романова, имевших свои символы и ранее, в состав гербов городов (Борисоглебска (а позднее и составного герба Романова-Борисоглебска), Данилова, Любима, Мологи, Мышкина, Петровска, Пошехонья, Рыбинска) вошёл символ Ярославля в образе медведя. Указ «О гербах городов Ярославского наместничества» 20 июля 1778 года. В частности там сказано: «…по приказанию Сената, герольдмейстерским товарищем Иоганном фон Энденом для оных городов сочинены гербы и представлены Сенату; в сочинении же он держался главным предметом в каждом новом гербе иметь часть герба Ярославля с некоторым по приличеству каждого названия, где можно было, прибавлением…». В отличие от около 400 новых городских гербов других наместничеств, принятых позднее при исполняющем обязанности герольдмейстера А. А. Волкове (1777—1783), имевших в верхней части герб наместнического города, а в нижней индивидуальный элемент, что можно видеть на примере герба Переславля, герб Ярославля был включён в городские гербы как неразрывное целое (за исключением герба Пошехонья, в центре которого изображён щиток ярославского герба).
В 1990—2000 годах заново были утверждены гербы городов Ярославской области (Молога была затоплена, Петровск потерял статус города и административного центра), появились гербы у некоторых районов области, у некоторых районов и городов появились флаги. Медведь с секирой остался на всех гербах на которых он был во времена Российской империи (гербы Данилова, Любима, Мышкина, Пошехонья, Рыбинска, Тутаева — бывшего Романов-Борисоглебска), также он появился на ряде новых гербов (герб получившего статус города в XX веке Гаврилов-Яма, гербы Брейтовского и Ярославского районов и районов вышеперечисленных городов) и флагов. Нет медведя с секирой на гербах вошедшего в состав Ярославского региона древнего Переславля-Залесского, гербах Борисоглебского, Переславского, Некоузского, Некрасовского районов.
27 февраля 2001 года приняты герб и флаг Ярославской области, также изображающие стоящего на задних лапах чёрного медведя с секирой, но других очертаний и на другом фоне.
В 1777 году ярославский медведь с секирой появился также на гербе города Малоярославца Калужской области: «Древний град Ярославль, имеющий в гербе своём медведя, подает причину и сему, такой же герб предписать, с отличием однако, что в сем медведь есть на серебряном поле и щит окружен багряною, зубцоватою, опушкою». В 1999 году принят аналогичный гербу флаг Малоярославца.
Секира с герба Ярославля в 2004 году попала на флаг Ярославского района Москвы, лапа медведя в 2011 году — на флаг Ярославского сельского поселения Моргаушского района Чувашии.

## Использование герба в Ярославле
Медведь присутствует на ряде эмблем организаций Ярославля, например, футбольного клуба «Шинник», Ярославского пивзавода, Ярославского ликёро-водочного завода. Мишка является талисманом хоккейного клуба «Локомотив». Хромированная фигурка медведя была эмблемой тяжёлых грузовиков марки ЯАЗ, выпускавшихся в Ярославле в 1946—1959 годах.
Живым символом Ярославля является медведица Маша, живущая в Ярославском музее-заповеднике. В городе действует небольшой частный музей «Мой любимый Мишка», посвящённый плюшевым и тому подобным медведям.
Медведь с секирой используется в оформлении городского пространства Ярославля — регулярно сооружаются цветочные клумбы с фигурой медведя, имеется статуи медведя (рычащий медведь на Первомайской улице напротив Ярославского музея-заповедника, медведь в натуральную величину с рыбой в руках работы Зураба Церетели в парке 1000-летия Ярославля, небольшая деревянная фигурка рядом с дворцом культуры «Нефтяник», украшающая каштановую аллею, мишка-нефтяник неподалёку). В августе 2016 года на пешеходной ул.Кирова появилась бронзовая скульптура сидящего медведя с секирой - работа скульптора Михаила Гайнутдинова.